# トゥクパ

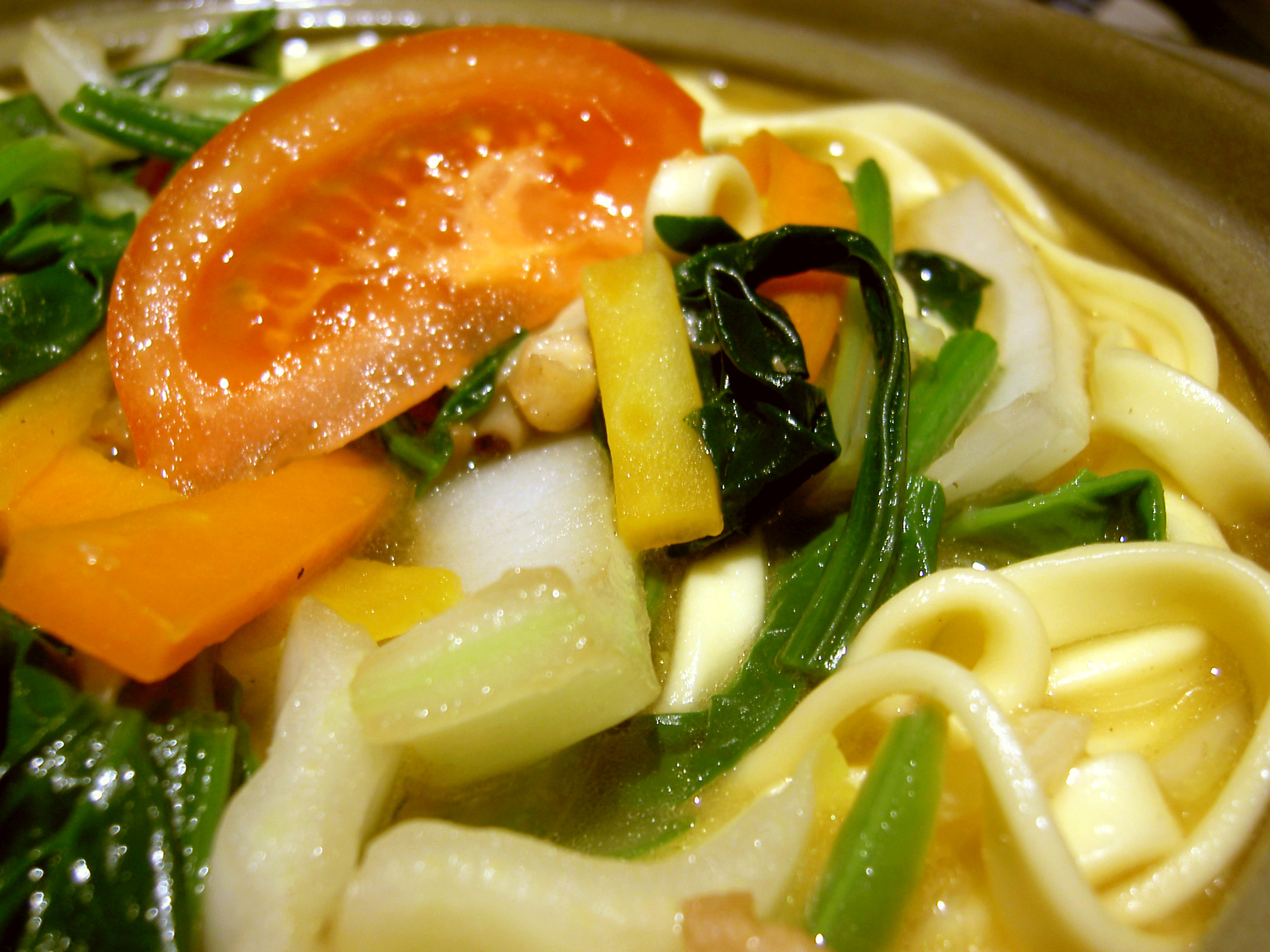
トゥクパ

トゥクパ（チベット文字：ཐུག་པ་; ワイリー方式：thug pa, Thukpa）は、チベット料理やブータン料理の一種で、チベット文化圏で作られる、日本のうどんに似た食べ物。

## 概要
一般に汁は塩味で、少しの野菜と、時にマトンやヤクの肉が加えられる。伝統的には、日本の手延べうどんと同様の製法で小麦粉を用いて製麺され、肉が入ったものは日本の肉うどんと驚くほど味が似ている。現地では、麺にパスタを用いてもトゥクパと称される。
小麦粉は貴重なため、日常食ではなく、家庭ではハレの日などの特別食で、古い時代に中国から伝わったとされる。家庭での場合は、ひも状に加工せず、すいとんの様にしたものもトゥクパと呼ばれることがあるが、多くの場合、これはスキューと呼ばれる。
トゥクパはチベット食レストランではモモと並んだ2大スターであり、メニューがこの二つしかない場合もある。

## ギャラリー

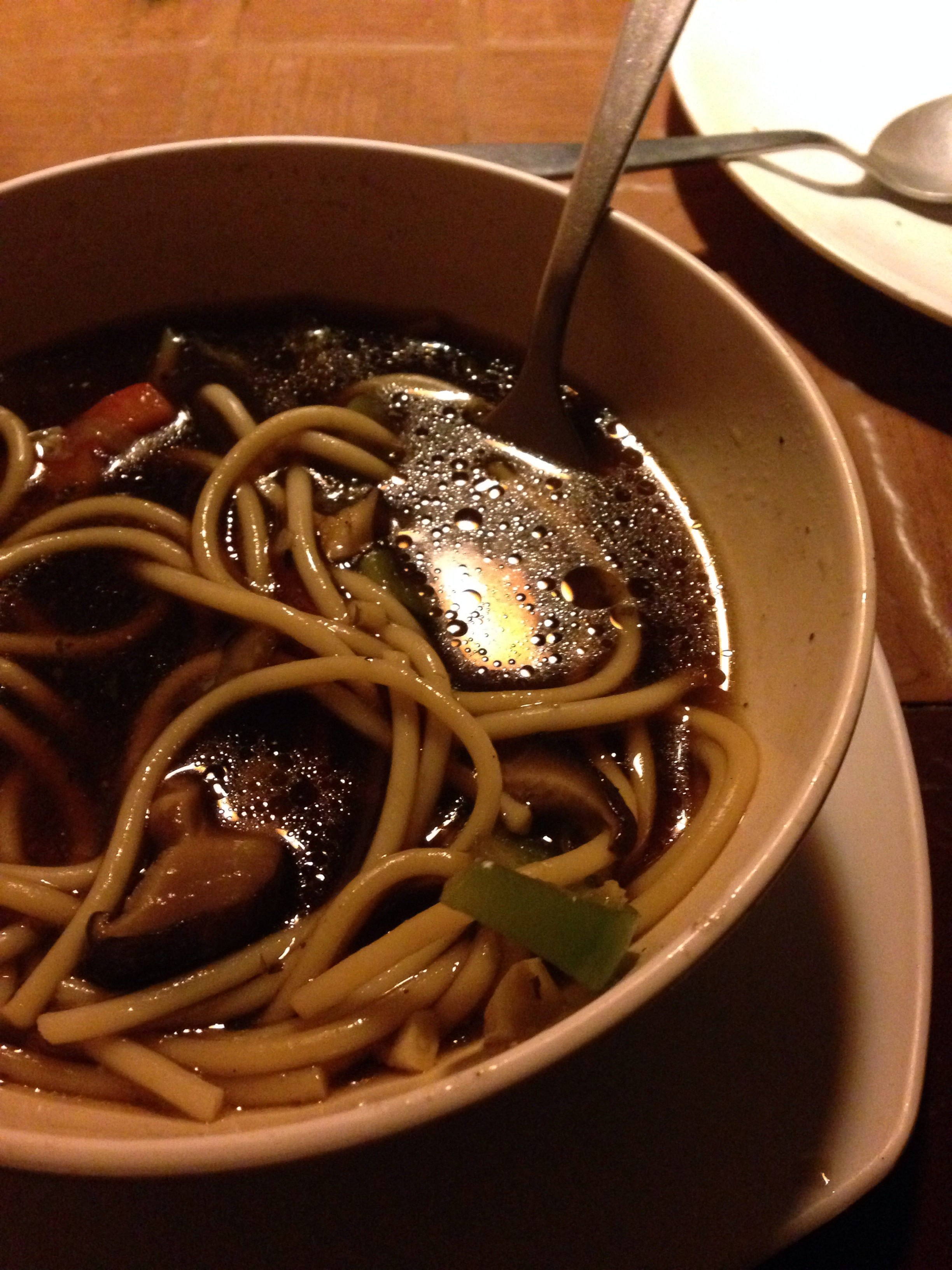
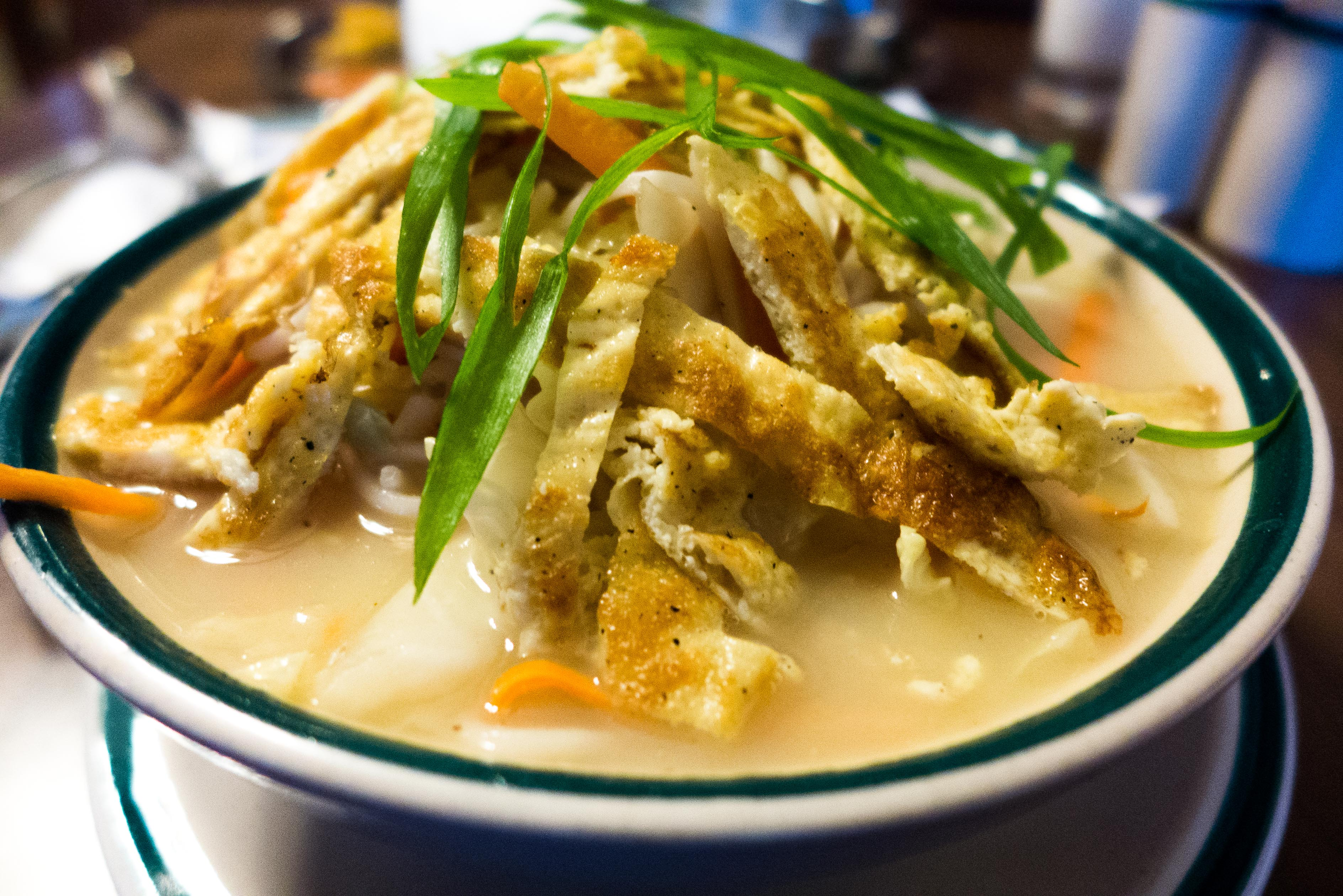
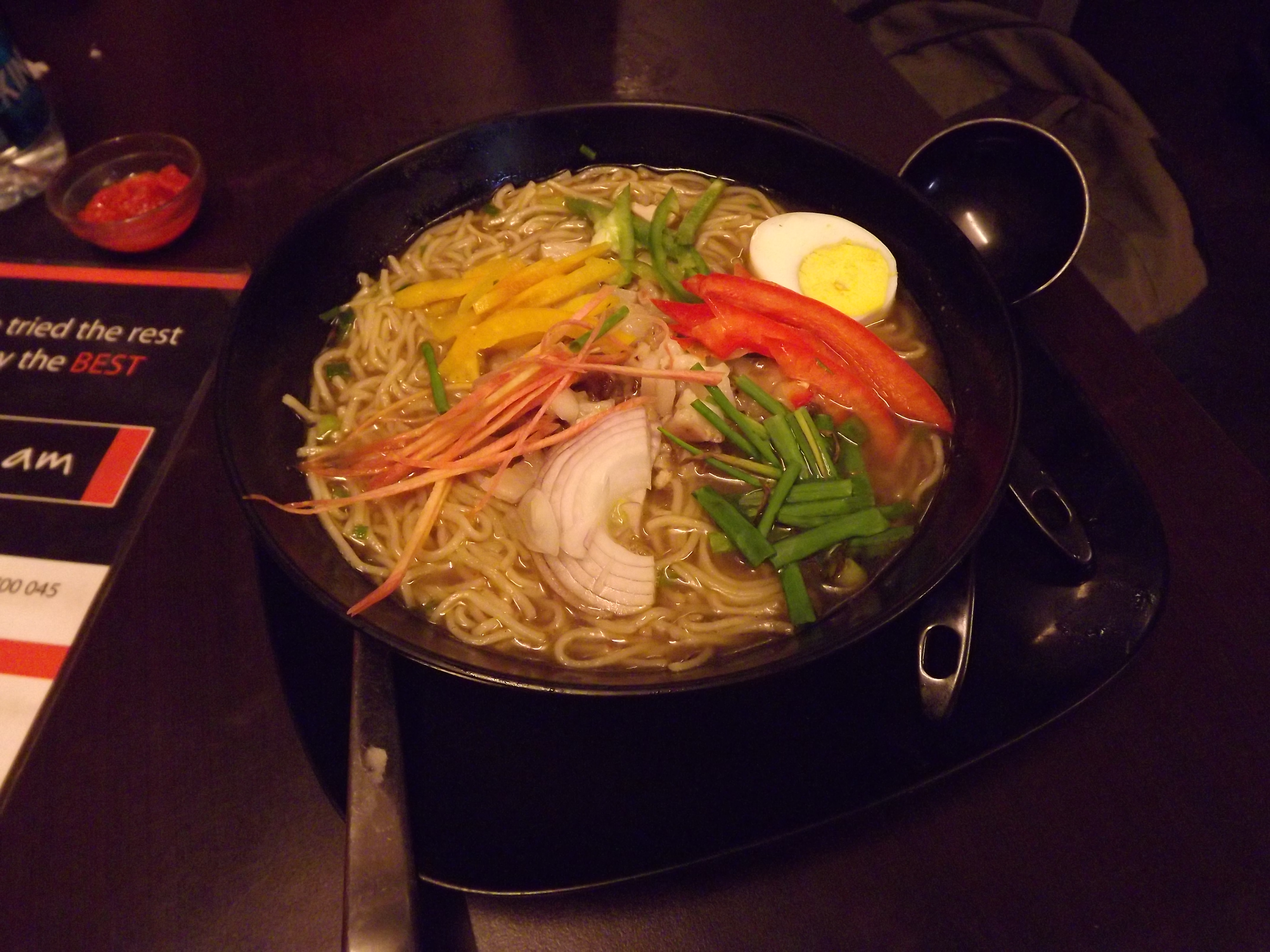
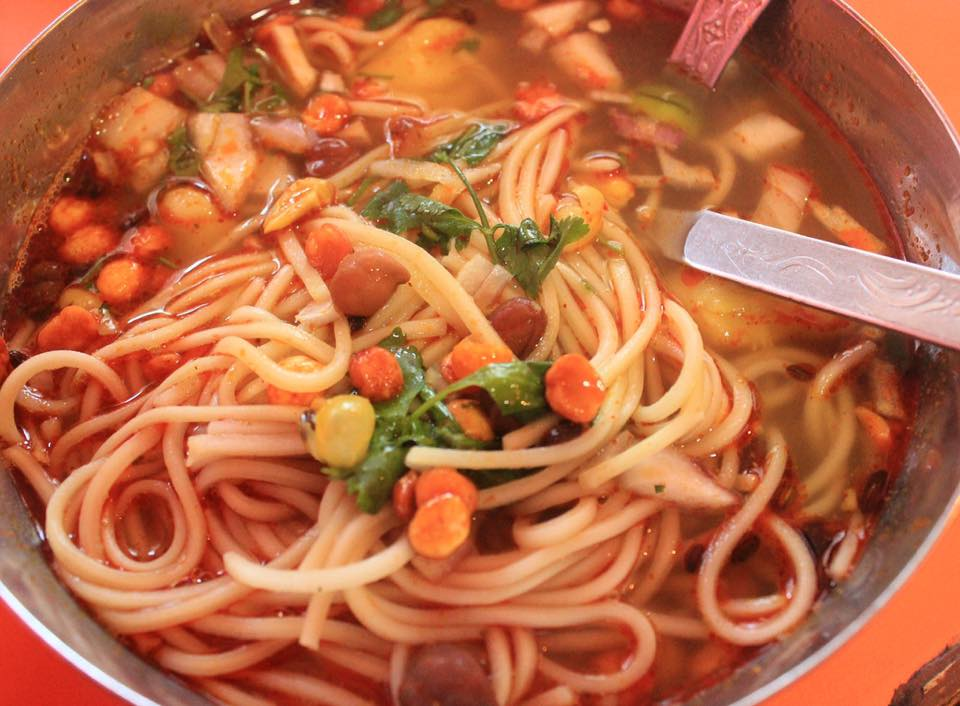
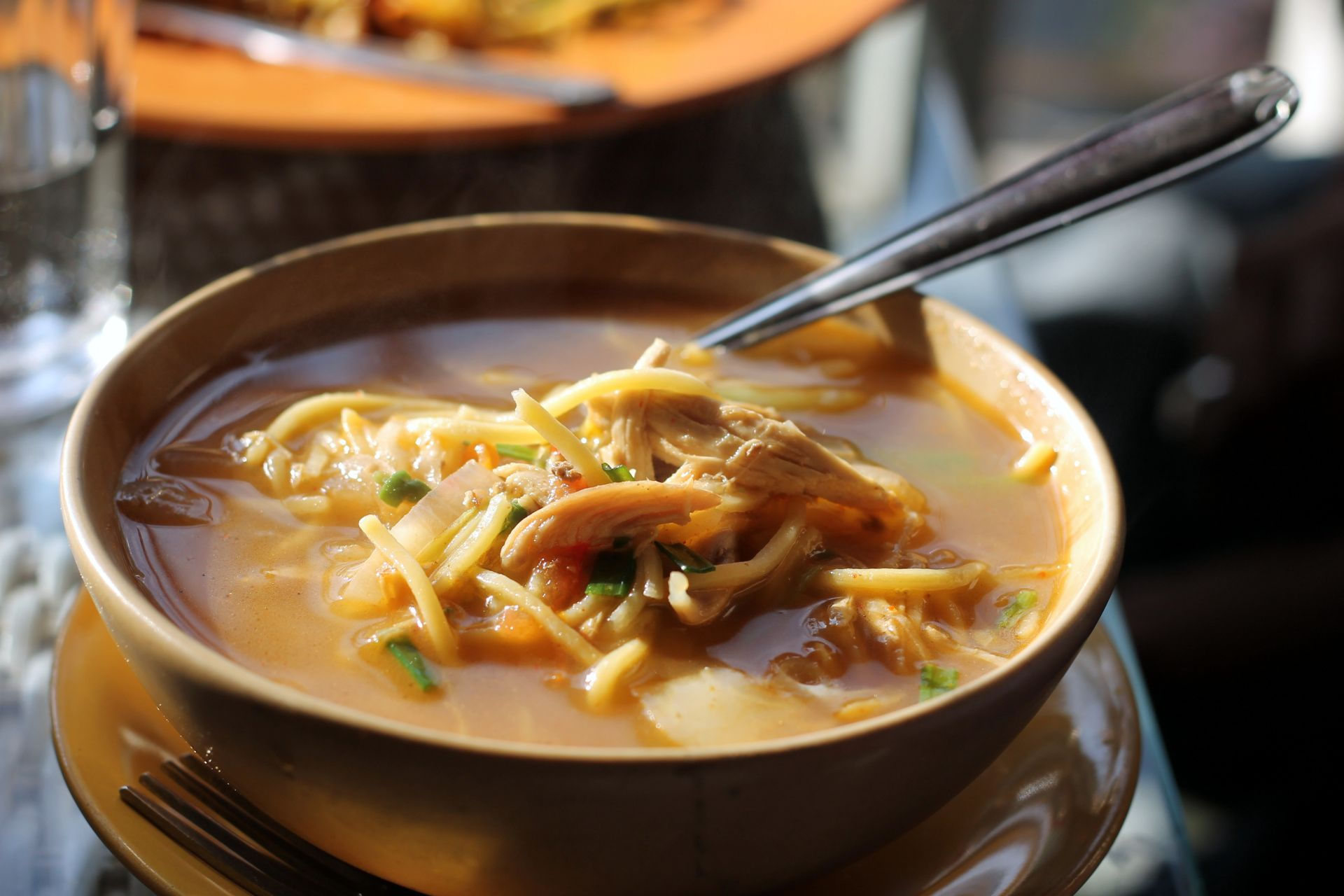